# Січинський Володимир Юхимович
Володи́мир Юхимович Січи́нський (24 червня 1894, Кам'янець-Подільський — 25 червня 1962, Патерсон) — український архітектор, графік і мистецтвознавець, бібліограф, педагог, дійсний член НТШ (з 1930 р.)

## Життєпис

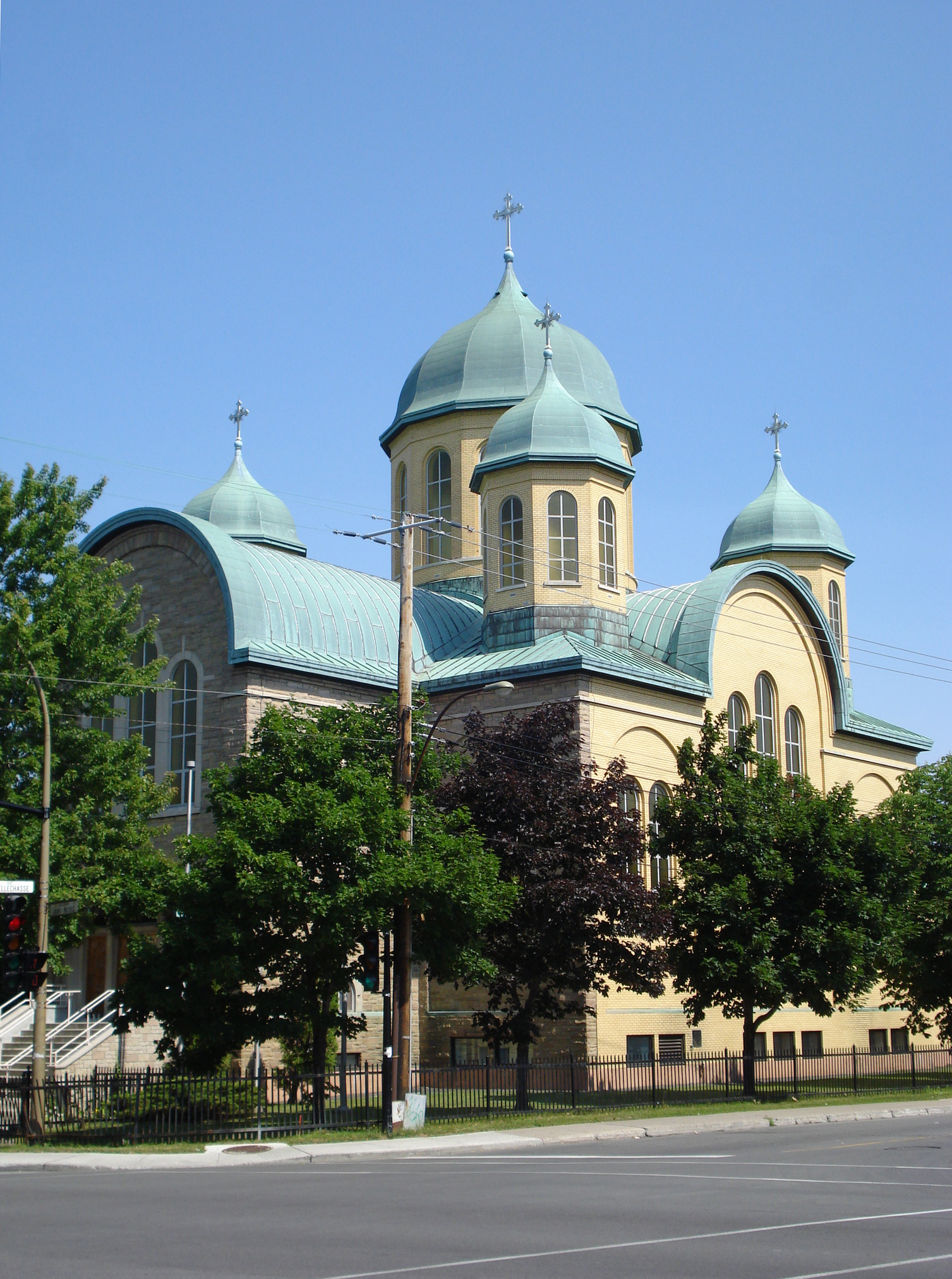
Собор святої Софії, Монреаль, Канада

Народився Володимир Січинський 24 червня 1894 року у м. Кам'янець-Подільський в сім'ї відомого краєзнавця протоієрея Юхима Січинського (Сіцінського).
У 1905—1912 рр. навчався у кам'янецькому технічному середньому училищі (закінчив із золотою медаллю) та одночасно відвідував курси місцевої художньо-промислової школи, де отримав знання з малювання та мистецтвознавства. Разом з батьком влаштовував експедиції до різних куточків Поділля.
Навчався в Інституті цивільних інженерів у Петербурзі (1912–1917; закінчив із золотою медаллю), після закінчення, на хвилі тогочасних подій в Україні, подався до Києва і влаштувався асистентом на катедрі Архітектурного інституту. Однак, з наближенням до Києва більшовицьких військ, вимушений був повернутися до Кам'янця-Подільського.
Від 1918 року займається викладацькою справою у новоствореній кам'янецькій Українській гімназії (входила до складу Українського державного університету), а також очолює Шкільний будівельний відділ Подільської губернської управи МВС УНР. Згодом Січинського обирають на посаду секретаря Подільського товариства «Просвіта». 17 листопада 1918 року як делегат від Поділля бере участь в Українському Конгресі. Також, у Кам'янець-Подільському державному українському університеті, слухає лекції з історії України, історії світового та українського мистецтва.
Восени, на кошти місцевої «Просвіти», засновує і стає редактором тижневика «Життя Поділля», а з березня 1919 р. передає свої повноваження М. Грушевському. Втім, з від'їздом обох за кордон, спільна справа занепадає. За кордоном Січинський продовжує співпрацювати з Київським архітектурним інститутом, займається наповненням його архітектурної бібліотеки.
Публіцистична діяльність Володимира Січинського починається статтею проблематики сільського громадського будівництва, історичними нарисами про Кам'янець-Подільський («Життя Поділля», 1919 р.), рецензією на виставу театру М. Садовського (Кам'янець-Подільський).
1919 р. за призначенням МЗС УНР стає кур'єром Української республіканської капели, що вимушено переїхала до Кам'янця. Разом з капелою подорожує містами Чехословаччини, Австрії, Швейцарії, Франції, Англії, Бельгії, Голландії та Німеччині. В столиці останньої, у місцевій Російській православній церкві, 21 липня 1920 р. Володимир Січинський одружується з хористкою капели — Михайлиною Орисік, що була родом зі Львова.
1920 р., з припиненням існування УНР, завершується і дипломатична місія Січинського, капела розпадається на групи і разом з однією з них (хор О. Приходько) він прямує до Закарпаття. З часом повертається до Кам'янця, але захоплення останнього більшовиками змушує його перебратись до Львова, що тоді перебував у складі Польщі.

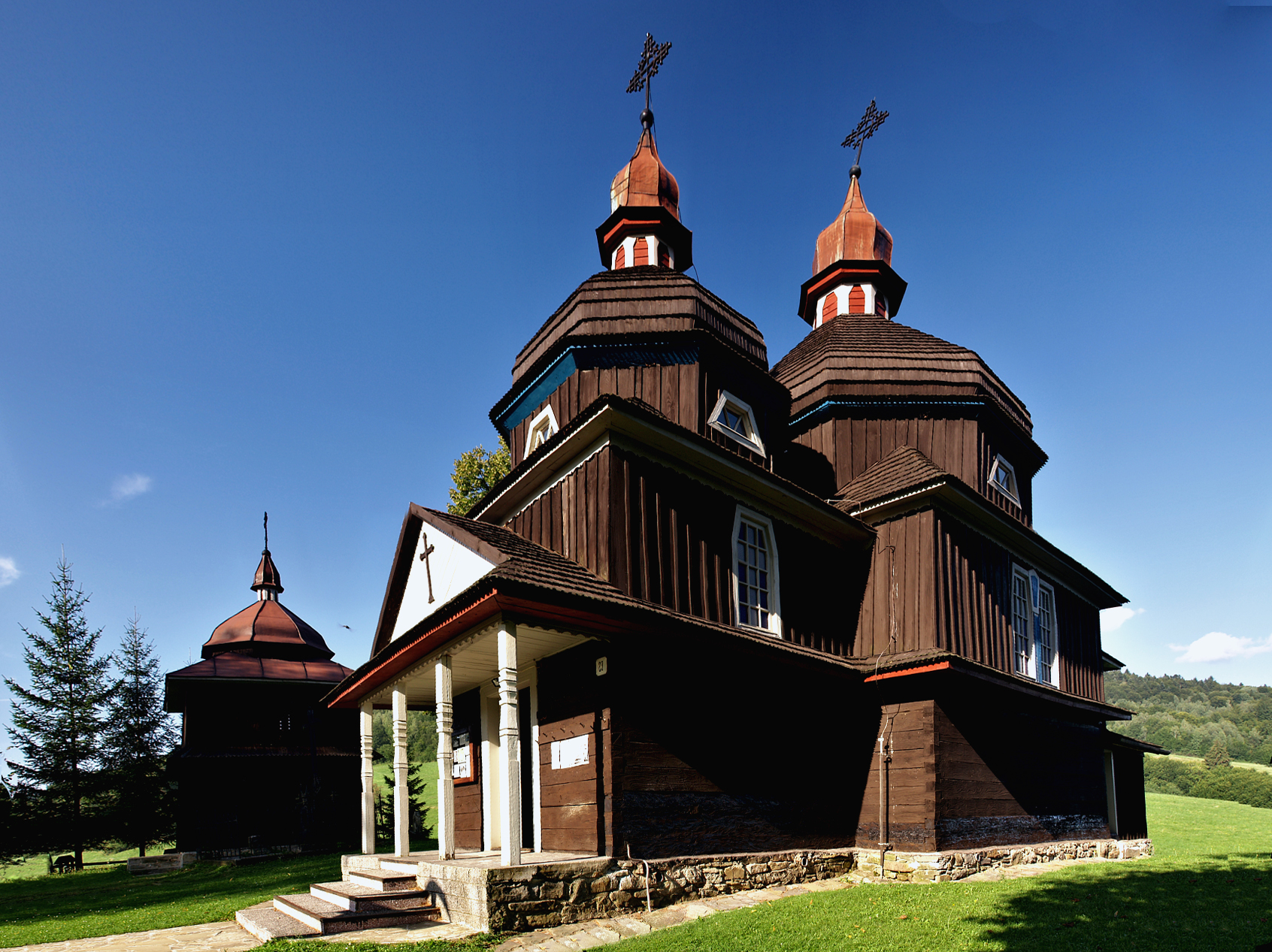
Дерев'яна церква у Нижньому Комарнику, Словаччина

З 1923 по 1945 рр. мешкає у Празі (лектор і доцент Українського Педагогічного Інституту, у 1934–1942 роках голова Українського товариства прихильників книги в Празі, з 1940 р. — професор Українського Вільного Університету) та навчається у Празькому Університеті (1923—1926), пізніше — в Німеччині і (з 1949 р.) — у Нью-Йорку.
Січинський-архітектор шукав органічного зв'язку між новими засобами будівництва й українськими стилями минулого, особливо княжої доби і бароко. За його проектами побудовані церкви: мурована в Михайлівцях (1933–1934; наближена до старих чернігівських храмів), дерев'яна в с. Комарниках (1937) — обидві на Пряшівщині, у Виппені біля Нью-Йорку (1949), в Порто-Уніон у Бразилії (1951), православний собор у Монреалі (Канада, кінець 1950-х pp.) та ін.
Січинський — творець низки оригінальних надгробків, у яких використовував народні форми багатораменних хрестів. Як книжковий графік оформив понад 70 власних і чужих видань. Систематично вивчав і опрацьовував різні ділянки українського мистецтва та художнього промислу.
Помер Володимир Січинський 25 червня 1962 року у місті Патерсон (штат Нью-Джерсі, США). Похований на українському православному цвинтарі святого Андрія у Саут-Баунд-Брук, штат Нью-Джерсі.

## Найважливіші праці

### З архітектури
- 1925 — Дерев'яні церкви і дзвіниці Галицької України XVI—XIX ст.
- Січинський В. Дзвіниці і церкви Галицької України XVI—XIX ст. / Володимир Січинський. — Львів: б. в., 1925. — LXV, 49, 7 с. : іл., табл. — (Збірки Національного музею у Львові).
- 1925 — Архітектура в стародруках
- Січинський В. Архітектура старокнязівської доби (Х—XIII ст.): (з 78 іл.) / В. Січинський. — Прага: Укр. громад. вид. фонд, 1926. — 50 с.
- 1935 — Архітектура катедри св. Юра у Львові
- 1940 — Monumenta Architecturae Ukrainae
- 1952 — Пам'ятки української архітектури
- 1956 — Історія українського мистецтва. Архітектура (1-2)

### З графіки
- 1934 — Олександр Антоній Тарасевич (монографія)
- 1936 — Григорій Левицький (монографія)
- 1936 — Друкарські і видавничі знаки XVI-XX ст.
- 1937 — Історія українського граверства XVI—XVIII ст.
- 1937 — Шевченко-гравер (монографія)
- 1943 — Юрій Нарбут (монографія)

### З українського художнього промислу
- 1936 — Нариси з історії української промисловості
- 1944 — Українське ужиткове мистецтво
- 1943 — Українські орнаменти історичні (альбом)
- 1943, 1946 — Українські орнаменти народні (альбом)

### Популярні праці
- 1937 — Вступ до українського краєзнавства
- 1938, 1942, 1946 — Чужинці про Україну
- Михайло Андрієнко. Львів, Асоціяція незалежних українських мистців, 1934.
- Січинський В. Українська хата в околицях Львова: реф. читаний на зібранню українського товариства в Празі / В. Січинський. — Львів: б. в. 1924. — 22 с. — (Українська архітектура).
- Монографічні розвідки про українські міста.
- Січинський В. Чужинці про Україну: вибір з описів подорожів по Україні та ін. писань чужинців про Україну за десять ст. / Володимир Січинський.—5-е вид. — Авґсбурґ: Вид. Петра Павловича, 1946. — 118, VIII с. : іл.
- Січинський В. Чужинці про Україну: вибір з описів подорожей по Україні та ін. писань чужинців про Україну за десять ст. / Володимир Січинський. — 2-ге виправл. і знайно доповн. вид. — Прага: Культур.-наук. вид-во УНО, 1942. — 242 с.
- Андрієнко / Асоц. незалежних укр. митців ; текст Володимира Січинського. — Львів: Накладом І. Тиктора, 1934. — 18, 19 с. : іл. — (Сучасне українське мистецтво).
- Січинський В. Бардіїв / Володимир Січинський. — Б. м. : Вид-во Юрія Тищенка, 19–?. — 26 с. : іл. — (Пізнай свій край).
- Січинський В. Зборів / Володимир Січинський. — Б. м.: Вид-во Юрія Тищенка, 19–?. — 23 с. : іл. — (Пізнай свій край).
- Січинський В. Українська хата в околицях Львова: реф. читаний на зібранню українського товариства в Празі / В. Січинський. — Львів: б. в., 1924. — 22 с. — (Українська архітектура).
- Січинський В. Етруський дім і гуцульський осередок / Володимир Січинський. — Прага: б. в., 1930. — 15 с. : іл. — (Українська архітектура).

Численні статті про українських архітекторів, графіків, малярів і мистецтвознавців (українською, чеською, польською, німецькою та іншими мовами).
- Січинський, В. В справі Івана Федоровича: з приводу двох видань у Ленінґраді і Львові / В. Січинський // Українська книга. — 1938. — № 5. — С. 96–102.
- Січинський, В. Українська академія мистецтв / В. Січинський // Українське мистецтво. — 1926. — Ч. 2 : Падолист. — С. 51–53.
- Січинський, В. Повстання та еволюція форм трехдільного заложення української церкви XII—XIII ст. / В. Січинський // Стара Україна. — 1925. — № 7–10. — С. 127—131.
- Українська мурована архітектура старих часів: Київ, 1934. // Українська культура: курс 63, 65, 84 / за ред. Д. Антоновича, 1934. — С. 159—164
- Січинський, В. Микола Бутович / В. Січинський // Українське мистецтв. — 1926. — Ч. 3. — С. 82–88.
- Січинський, В. До питання про автора гравюри українського перводруку / В. Січинський // Бібліологічні вісті. — 1926. — № 3. — С. 58–61.
- Січинський, В. Новоселиця над Самарою — запоріжське місто / В. Січинський // Літопис «Червоної калини». — 1935. — № 11. — С. 7–10.
- Січинський, Володимир. Видання мистецько-промислової школи в Камянці / Володимир Січинський // Українська книга. — 1937. — № 1. — С. 20–23.
- Січинський, В. Бойківський тип дерев'яних церков на Карпатах / В. Січинський // Записки Наукового товариства імені Шевченка. — 1926. — Т. 144—145. — С. 157—170.
- Січинський, В. Баталістика в українському граверстві / В. Січинський // Літопис «Червоної калини». — 1935. — № 10. — С. 4–6.
- Андрусяк, Микола. Володимир Січинський: Чужинці про Україну / Микола Андрусяк // Вістник. — 1939. — Річник VII, т. II, кн. 4. — С. 315—316.
- Січинський, Володимир. Нариси з історії українського ґраверства / Володимир Січинський // Нові шляхи. — 1930. — Т. 7. — С. 57–64.
- Січинський, Володимир. Нариси з історії українського ґраверства: початки українського ритівництва / Володимир Січинський // Нові шляхи. — 1930. — Т. 9, ч. 11. — С. 186—190.
- Січинський, Володимир. Нариси з історії українського ґраверства: початки українського ритівництва / Володимир Січинський // Нові шляхи. — 1930. — Т. 9, ч. 12. — С. 305—311.
- Січинський, Володимир. Нариси з історії українського ґраверства / Володимир Січинський // Нові шляхи. — 1932. — Т. 14. — С. 60–68.
- В. Січинський. Історія українського мистецтва. Том 2. Архітектура. Нью-Йорк, Наукове товариство ім. Шевченка в Америці, 1956.

## Ілюстровані праці
- Еверс, Г. Г. (1923). Індія і я. Львів: Накладом Видавничої Спілки. OCLC 7380719.[3]